# Objectif Top Chef
Ne doit pas être confondu avec Top Chef.
Objectif Top Chef est une émission de télévision française de téléréalité culinaire, diffusée simultanément sur M6 et sur RTL-TVI du 10 novembre 2014 au 10 novembre 2023. Dérivée de l'émission Top Chef, elle est présentée par le chef cuisinier Philippe Etchebest et produite par Studio 89 Productions (Groupe M6).

## Principe
Des apprentis cuisiniers sont sélectionnés en région et se voient imposer des défis gastronomiques autour de produits locaux. Plusieurs chefs étoilés participent au jury final. Le vainqueur intègre le concours Top Chef.
À partir de la saison 5, les sélections intègrent également des amateurs.

## Développement
Le tournage de la première saison est annoncé en mai 2014. L'émission est alors provisoirement intitulée « Sur la route de Top Chef » et est censée y présenter Philippe Etchebest, déjà connu pour l'émission Cauchemar en cuisine, aller à la rencontre de cuisiniers amateurs à travers la France, pour sélectionner celui qui ira affronter des professionnels dans la saison suivante de Top Chef,.
Le 4 juillet 2014, il est annoncé que Philippe Etchebest rejoint le jury de Top Chef, en remplacement de Thierry Marx donné partant la veille. L'émission en tournage n'a pas encore de titre définitif, entre « Sur la route de Top Chef » et « Objectif Top Chef ».
En septembre 2014, l'émission est définitivement annoncée sous le titre d'« Objectif Top Chef », en même temps qu'est annoncée l'identité des nouveaux jurés de la saison 6 de Top Chef. La présence d'apprentis et non d'amateurs (soixante) dans l'émission est annoncée au cours de l'automne 2014 de même que le créneau horaire repris par l'émission qui remplace 100 % mag en access prime-time,.

## Saison 1
La première saison est diffusée du 10 novembre au 19 décembre 2014.
Six candidats sont admis en finale : Antoine Chevalier représente la Provence, Julien Noray la Charente-Maritime, Xavier Koenig l'Alsace, Antoine Gordien le Centre, Antoine Carton le Nord-Pas-de-Calais et Marty Calvarin, candidat repêché.
Cette première saison voit la victoire de Xavier Koenig, qui participe ensuite à la saison 6 de Top Chef, qu'il remporte.

## Saison 2
La deuxième saison en 2015 a été gagnée par Charles Gantois,, qui a ensuite participé à la saison 7 de Top Chef, où il finira septième.

## Saison 3
La troisième saison en 2016 a été remportée par Carl Dutting,, qui a ensuite participé à la saison 8 de Top Chef, où il finira douzième.

### Audiences
Du 26 octobre 2015 au 1er janvier 2016, l'émission d'access prime time de M6 a rassemblé en moyenne 1,7 million de téléspectateurs à 18 h 35. La part de marché s'élève à 9,5 % sur les individus de quatre ans et plus et à 17 % sur les ménagères de moins de 50 ans.
| Émission  | Jour et horaire de diffusion            | Nombre de téléspectateurs | Part de marché sur les 4 ans et plus | Références |
| --------- | --------------------------------------- | ------------------------- | ------------------------------------ | ---------- |
| Lancement | Mercredi 17 octobre 2016 (18:35-19:30)  | 1 620 000                 | 10,2 %                               | [ 17 ]     |
| -         | Mercredi 16 novembre 2016 (18:35-19:30) | 1 830 000                 | 10,5 %                               | [ 18 ]     |
| -         | Mardi 27 décembre 2016 (18:35-19:30)    | 2 010 000                 | 11,7 %                               | [ 19 ]     |
| Finale    | Vendredi 30 décembre 2016 (18:35-19:30) | 2 140 000                 | 12,2 %                               | [ 20 ]     |

## Saison 4
Après une année 2017 sans émission, en raison d'un emploi du temps trop chargé pour Philippe Etchebest, la quatrième saison en 2018 a été remportée par Camille Maury, qui a ensuite participé à la saison 10 de Top Chef, où elle finira septième.
La saison est intégralement tournée dans le parc du Château Paveil de Luze à Soussans en Gironde.
84 candidats sont en compétition. Les 2 candidats finalistes sont Camille Maury et Nicolas Hautin  qui terminent à égalité. Philippe Etchebest choisit finalement Camille Maury, qui devient ainsi la première femme à remporter Objectif Top Chef. Fait inédit, elle intègre directement la brigade du chef pour la saison 10 de Top Chef.

## Saison 5
La saison 5, tournée pendant l'été 2019 au Château La Lagune en Gironde est diffusée sur M6 du 28 octobre 2019 au 3 janvier 2020 et sur RTL-TVI. Les épisodes sont également disponibles en replay sur le service 6play et sur le site 6play.fr.
La saison 5 voit 108 candidats s'affronter parmi lesquels 28 amateurs, la présence d'amateurs étant une nouveauté de cette saison.
L'amateur Gratien Leroy remporte cette saison et intègre la brigade de Philippe Etchebest dans la saison 11 de Top Chef, où il finira huitième.

### Audiences
La saison 5 de Top Chef rassemble 1,65 million de téléspectateurs en moyenne, le maximum ayant été atteint lors de la finale le vendredi 3 janvier 2020 avec 2,18 millions de téléspectateurs. La part de marché moyenne s'établit à environ 10,0 % (12,2 % le 3 janvier).

## Saison 6
La saison 6 a été tournée pendant l'été 2020 au château La Lagune et au château Dauzac en Gironde. Pour le jury, Philippe Etchebest est rejoint en finale par les chefs triplement étoilés Christopher Coutanceau, Jessica Préalpato et Régis Marcon,.
Cette saison est diffusée sur M6 du 12 octobre 2020 au 18 décembre 2020.
La saison 6 voit 108 candidats s'affronter parmi lesquels des amateurs. C'est l'apprentie Charline Stengel qui remporte la saison après dix semaines de diffusion, lors d'une finale suivie par 2,35 millions de téléspectateurs.

### Audiences
La saison 6 d'Objectif Top Chef rassemble 2,1 millions de téléspectateurs en moyenne, le maximum ayant été atteint lors de la finale de la 8e semaine le vendredi 4 décembre 2020 avec 2,61 millions de téléspectateurs. La part de marché moyenne s'établit à environ 10,4 % (13,5 % le 4 décembre).

## Saison 7
La saison 7 est tournée pendant deux mois et demi durant le printemps et l'été 2021, principalement au château La Lagune en Gironde,. Elle est ensuite diffusée du 20 septembre au 3 décembre 2021 sur M6.
Dans cette saison, les neuf meilleurs candidats intègrent en fin de concours « l'académie Top Chef » durant laquelle ils doivent réaliser les épreuves typiques de Top Chef (la boîte noire, la « guerre des terrasses »). La saison voit la participation d'anciens candidats de Top Chef (Mohamed Cheikh, Matthias Marc, Sarah Mainguy) et de chefs étoilés (Pascal Barbot, Christopher Coutanceau). Le jury de finale, dans lequel Philippe Etchebest est rejoint par les chefs Mauro Colagreco, Arnaud Lallement et Sébastien Vauxion, donne la victoire à l'apprenti Pascal Barandoni (Meilleur apprenti de France 2020).
Pascal Barandoni participe ensuite à la treizième saison de Top Chef, dans laquelle il réalise un beau parcours, étant éliminé aux portes de la demi-finale.

## Saison 8
La saison 8 est remportée par Sarika Sor, qui atteint les quarts de finale de Top Chef l'année suivante.

## Saison 9
Deux cuisiniers ont rejoint Philippe Etchebest pour lui prêter main-forte à l'occasion de cette saison : Yoann Conte, chef doublement étoilé et Juan Arbelaez, ancien candidat de Top Chef. Le duo a sillonné les routes de France à la rencontre des 72 candidats.
La saison est remportée par l'apprentie Anicée Lacrouts, également Meilleure apprentie de France 2022.

## Arrêt de l'émission
Lors de sa conférence de rentrée, le 26 juin 2024, la chaîne M6 annonce l'arrêt de l'émission, en raison notamment de la baisse des audiences,.